# Новоярки (Ростовская область)
Новоярки — посёлок в Сальском районе Ростовской области.
Входит в состав Манычского сельского поселения.

## География

### Улицы
- ул. Крылова,
- ул. Проселочная,
- пер. Западный.

## История
В 1987 году указом ПВС РСФСР поселку второго производственного отделения овцесовхоза им. Фрунзе присвоено наименование Новоярки.

## Население
| 2010 |
| ---- |
| 159  |